# كيفن باريديس
كيفن باريديس (بالإنجليزية: Kevin Paredes)‏ هو لاعب كرة قدم أمريكي في مركز الوسط، ولد في 7 مايو 2003 في South Riding, Virginia ‏ في الولايات المتحدة. لعب مع لودون يونايتد.

## وصلات خارجية
- كيفن باريديس على موقع الدوري الأمريكي (الإنجليزية)
- كيفن باريديس على موقع قاعدة بيانات كرة القدم.إي يو (الإنجليزية)
- كيفن باريديس على موقع ليكيب (الفرنسية)
- كيفن باريديس على موقع Soccerbase.com (لاعب) (الإنجليزية)
- كيفن باريديس على موقع Soccerway.com (الإنجليزية)
- كيفن باريديس على موقع عالم كرة القدم.نت (الإنجليزية)
- كيفن باريديس على موقع اللجنة الأولمبية الدولية (الإنجليزية)